# Yaluk
En la mitología maya, Yaluk es el dios principal del rayo y el relámpago. Para cumplir su tarea tiene a su cargo varios ayudantes, entre los que se encuentran Cakulha y Coyopa.
De acuerdo al Popol Vuh, Yaluk era un anciano. Cuando fue llamado para liberar el maíz (que estaba oculto bajo una gran roca) con el poder de sus rayos, se negó debido a su edad, pero sus ayudantes Cakulha y Coyopa decidieron intentar romper la roca ellos mismos. A pesar de sus esfuerzos no pudieron romperla debido a su inexperiencia, el ruido atrajo a Yaluk, que finalmente pudo romper la roca liberando el maíz al mundo.
- Datos: Q11095244